# Like Love (webserie)
Like Love (你是男的我也爱S) è una webserie cinese a tematica omosessuale distribuita, per la prima volta, dal 1° al 15 dicembre 2014 per un totale di 15 episodi. Essa contiene i primi 2 capitoli cinematografici di una trilogia (di cui l'ultimo capitolo fu cancellato) basata sull'omonima novel scritta da Angelina “I Love You Even If You Are A Man” usciti il 25 settembre 2014. A differenza dei film sopracitati, chiamati rispettivamente “I Love You As A Man” e “I Love You As A Man: Part 2”, la serie contiene diverse parti sessualmente esplicite che furono precedentemente tagliate e per questo è stata valutata con un rating vietato ai minori.

## Trama

### Parte 1
Mai Ding è un universitario che vive negli alloggi della facoltà che frequenta assieme a un compagno di stanza. Un giorno quest'ultimo gli fa una proposta: deve chiedere al loro vicino, il ricco e affascinante An Zi Yan, se è omosessuale dato che delle sue amiche fujoshi sono interessate alla questione e, in cambio, gli promette di darli molti gratta e vinci che Ding brama ardentemente nella speranza di diventare ricco.
Ding incontra Yan e lo interpella sulla sua sessualità e quest'ultimo gli rivela di essere bisessuale. Scoperta questa informazione Mai Ding incomincia, in modo estremamente invadente, a voler diventare amico di Yan fin quando, quest'ultimo, gli rivela che in realtà aveva scherzato sul fatto di essere bisessuale. Dopo questa rivelazione Ding tenta di evitare Yan anche se, un giorno, quando Ding è ubriaco Yan lo accompagna a casa sua e gli rivela di amarlo. Da quel momento il loro amore crescerà e i due si fidanzeranno ufficialmente mentre dovranno affrontare le difficoltà di una società pronta, per la maggior parte, a ostracizzarli (sia per la loro omosessualità e sia per l'alta posizione sociale e l'incredibile bellezza di An Zi Yan rispetto a Mai Ding).

### Parte 2
Mai Ding e An Zi Yan sono ormai una coppia consolidata e decidono di andare a fare una vacanza nella zona balneare di Sanya. Durante il viaggio incontrano una coppia omosessuale non troppo dissimile dalla loro con la quale faranno amicizia. Durante la vacanza si frequenteranno un po' ed emergerà che i due della coppia si sono sposati. Questo comporterà che, una volta tornati alla loro casa, anche Yan darà un anello di fidanzamento a Ding per simboleggiare il loro amore.
Dopo qualche tempo, una mattina, Yan, improvvisamente, sparirà dalla casa in cui viveva con Ding assieme a tutte le sue cose e quest'ultimo sarà sconsolato. Si scoprirà che è stato richiamato dalla sua famiglia e che sta venendo pressato dal padre, dalla sorella e dalla madre (che minaccia il suicidio) di lasciare Ding per una donna. La situazione verrà risolta dal nonno di Yan che farà accettare la sua relazione con Ding a tutti i componenti della famiglia (esclusa la madre).
Una volta tornato da Ding e riallacciato il loro rapporto Yan lo presenterà al nonno con il quale instaurerà un ottimo rapporto. Dopo qualche tempo anche la famiglia di Ding viene messa al corrente della sua relazione con Yan causando una vera e propria crisi. La nonna di Ding, saputa la notizia, ha un infarto e ciò porterà Ding a lasciare Yan per preservare i suoi rapporti familiari. Dopo qualche tempo quest'ultimo non resiste alla decisione di Ding e decide, con successo, di tornare insieme a lui e di far accettare la loro relazione alla sua famiglia.
Sembra ormai che la loro relazione sia idilliaca e consolidata fin quando, un giorno, un misterioso uomo entra nelle loro vite per ricattare Yan con la minaccia di rendere pubbliche delle foto che li ritraggono durante un rapporto sessuale. Ding travisa lo scopo dell'uomo pensando che sia un'amante di Yan e, poco dopo, incontra tale Lu Wei.

## Personaggi
- Mai Ding, interpretato da Huang Li Ge
È un ragazzo squattrinato che desidera ardentemente diventare ricco. Risulta molto socievole e tenta di approcciare An Zi Yan dopo che quest'ultimo gli dichiara la propria bisessualità. È molto remissivo e disponibile nei confronti altrui ma anche assai infantile.
- An Zi Yan, interpretato da Korn Kong
È un ragazzo ricco e bello che dimostra distacco nei confronti dei più. Quando si innamora di Mai Ding è molto possessivo nei suoi confronti. Il fatto che un ragazzo del genere abbia scelto proprio Mai Ding come fidanzato suscita molte domande e perplessità a chi li conosce.

## He's Next to You
He's Next to You è un cortometraggio di 10 minuti, diviso in 2 parti pubblicate rispettivamente il 24 e il 25 dicembre 2014, basato sulla serie.

### Parte 1
In un momento non precisato dopo gli eventi di Like Love Ding e Yan litigano e quest'ultimo esce di casa, prende la macchina e mentre guida fa un terribile incidente che causa la sua morte. Ding è sconvolto e cerca di diventare come Yan. Incomincia un videoclip in cui vengono mostrati molti momenti del loro passato mentre erano assieme alternati a Ding che soffre per Yan mentre quest'ultimo lo accompagna in forma di ricordo/spirito.

### Parte 2
Viene svelato che la parte 1 di He's Next to You è solo un videoclip all'interno della nostra realtà dove, come nella serie, Huang Li Ge interpreta Mai Ding e Korn Kong interpreta An Zi Yan. Durante l'episodio vengono mostrate alcune vicissitudini produttive e viene suggerito che tra Huang Li Ge e Korn Kong ci sia effettivamente del tenero tra loro e non solo tra i loro personaggi.